# 狛江市立狛江第三中学校
狛江市立狛江第三中学校（こまえしりつ こまえだいさんちゅうがっこう）は、東京都狛江市元和泉一丁目にある公立中学校。通称は狛江三中（こまえさんちゅう）、狛三（こまさん）、三中（さんちゅう）など。

## 沿革
- 1973年（昭和48年） 
  - 4月1日 - 同校設立[5]。
  - 4月7日 - 開校式、第一回入学式[5]。
  - 6月8日 - 標準服制定[5]。
  - 10月16日 - 校章制定[5]。
- 1975年（昭和50年）5月2日 - 校歌制定[5]。
- 1989年（平成元年） - 小田急線拡幅工事に伴う校地変更[5]。
- 2006年（平成18年）
  - 4月 - 「東京都授業改善推進校」に指定される[5][6]。
  - 5月 - ユニセフ研究協力校に指定される[5][7]。
- 2010年（平成22年）4月
  - 狛江市教育研究奨励指定校に指定される[5]。
  - 東京都スポーツ教育推進校に指定される[5]。
- 2012年（平成24年）8月31日 - 体育館、校舎の耐震、防水等工事が完了[5]。
- 2018年（平成30年）11月 - プール、体育館更衣室、トイレ等の改修工事が完了[5]。

## 通学区域
- 元和泉一丁目から三丁目、東和泉一丁目6-36番、四丁目、西和泉一丁目、二丁目、中和泉一丁目から五丁目[8]
  - 狛江市立狛江第一小学校の通学区域の一部[8]。
  - 狛江市立和泉小学校の通学区域の一部[8]。

## 部活動
- 男女硬式テニス部
- サッカー部
- 軟式野球部
- 男子バスケットボール部
- 女子バスケットボール部
- バドミントン部
- 女子バレーボール部
- 園芸部
- 吹奏楽部
- イラスト・手芸部

上記の10のクラブ（内訳は運動部7、文化部3）である。

## アクセス
- 小田急線狛江駅下車徒歩５分[10]。
- 小田急線和泉多摩川駅下車徒歩５分[10]。

## 著名な出身者
- 品川祐 - お笑い芸人（品川庄司のボケ担当）、映画監督[11]。
- 井口達也 - 作家。
- JUNON - ダンサー、モデル、タレント、女優、CYEBERJAPAN DANCERS